# ديف لوبساك
ديفيد واين لوبساك (بالإنجليزية: David Wayne Loebsack)‏ هو سياسي أمريكي من الحزب الديمقراطي ولد في يوم 23 ديسمبر 1952 في مدينة سيوكس سيتي في ولاية آيوا. أكمل دراسة الفنون في جامعة ولاية آيوا، وهو أيضاً بروفيسور في العلوم السياسية وحصل على شهادته من جامعة كاليفورنيا. انتخب كعضو في مجلس النواب الأمريكي في سنة 2006 ليمثل المقاطعة الثانية في ولاية آيوا. في سنة 2021 خسر مقعده لصالح الجمهورية ماريانيت ميلر-ميكس.